# ريان جيمس
ريان جيمس (21 أبريل 1994 بميسيساغا في كندا - ) هو لاعب كرة قدم كندي في مركز الوسط. لعب مع Rochester Rhinos ‏.

## وصلات خارجية
- ريان جيمس على موقع قاعدة بيانات كرة القدم.إي يو (الإنجليزية)
- ريان جيمس على موقع قاعدة بيانات كرة القدم.إي يو (الإنجليزية)
- ريان جيمس على موقع Soccerway.com (الإنجليزية)